# Калиде, Теодор
Теодор Эрдман Калиде (нем. Theodor Erdmann Kalide; 8 февраля 1801, Кёнигсхютте, Верхняя Силезия — 23 августа 1863, Гляйвице, Верхняя Силезия) — скульптор немецкого академического классицизма. Ученик Иоганна Готфрида Шадова.

## Биография
Родился 8 февраля 1801 года в Кёнигсхютте (ныне польский Хожув) в Верхней Силезии в семье металлурга. Следуя профессии отца, он прошёл обучение на чугунолитейном заводе в Гляйвице. Приехал из Силезии в Берлин около 1818 года и был принят в Королевскую прусскую академию художеств. Примерно в это же время поступил в мастерскую скульптора Иоганна Готфрида Шадова, а затем в студию Кристиана Даниэля Рауха. Калиде — один из немногих академических скульпторов, которые были обучены двумя выдающимися немецкими художниками первой половины XIX века: Шадовом и Раухом. Его ранние работы были созданы в их мастерских. Он оставался преданным Рауху до тех пор, пока не основал собственную скульпторскую мастерскую, но также был дружен и связан многими работами с Шадовом в течение всей жизни.
По эскизу архитектораКарла Фридриха Шинкеля и под руководством Рауха Теодор Калиде создал «Спящего льва» для надгробного памятника генералу Герхарду фон Шарнхорсту на Кладбище инвалидов в Берлине, а также парную скульптуру в виде «Бодрствующего льва». Реплики этих скульптур «разошлись» по многим кладбищам и паркам мира. Популярностью пользовались выполненные скульптором конные статуэтки прусских королей Фридриха II, Фридриха Вильгельма III и кронпринца (будущего Фридриха Вильгельма IV). Отливки этих фигурок из бронзы, чугуна и цинка также продавались в разных странах. Также многократно воспроизводились фигурки лошадей без всадников. Тем самым Теодор Калиде составил себе славу скульптора-анималиста.
Для фонтана дворцового парка Шарлоттенбург Калиде выполнил бронзовую группу «Мальчик с лебедем», которая также имела большой успех. Позднее стали появляться всё новые и новые копии. По всему миру существует более двухсот таких скульптур. По эскизам Карла Фридриха Шинкеля он выполнял купели для крещения. Они предназначались для пригородных церквей Берлина, которые строили с 1932 года по проектам Шинкеля, а также в Виттенберге (Schlosskirche) и Нойхарденберге (Schinkelkirche). Для придворного ювелира Иоганна Георга Хоссауера скульптор делал рисунки кубков, ваз, подсвечников и других изделий. Монументальную вазу с аллегорическими изображениями, представленную на выставке Академии в 1832 году, Калиде назвал «Вазой мира» (Friedensvase; не сохранилась, ранее была установлена в парке Сан-Суси).
Вернувшись в Берлин из своей единственной поездки в Италию в 1846 году, Калиде создал своё самое известное произведение в мраморе: «Пьяная вакханка, лежащая на пантере». Калиде выполнил ещё много произведений в собственной мастерской в Берлине (Унтер-ден-Линден, на углу Парижской площади). Был профессором и членом Академии художеств.
Умер 23 августа 1863 года во время визита на родину от инсульта в Гляйвице (Верхняя Силезия, ныне Гливице, Польша) и был похоронен там же. Его могила была реконструирована в 2005 году. В его родном городе, нынешнем Хожуве, в его честь названа улица (Kalidestraße).

## Галерея

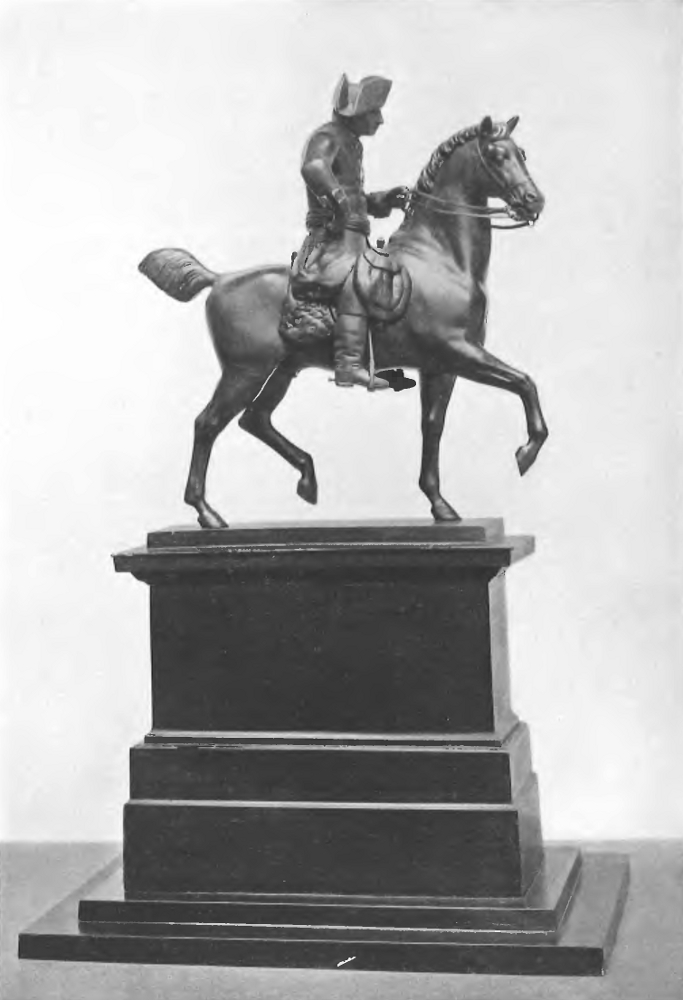
Модель конного памятника королю Фридриху II (Великому)
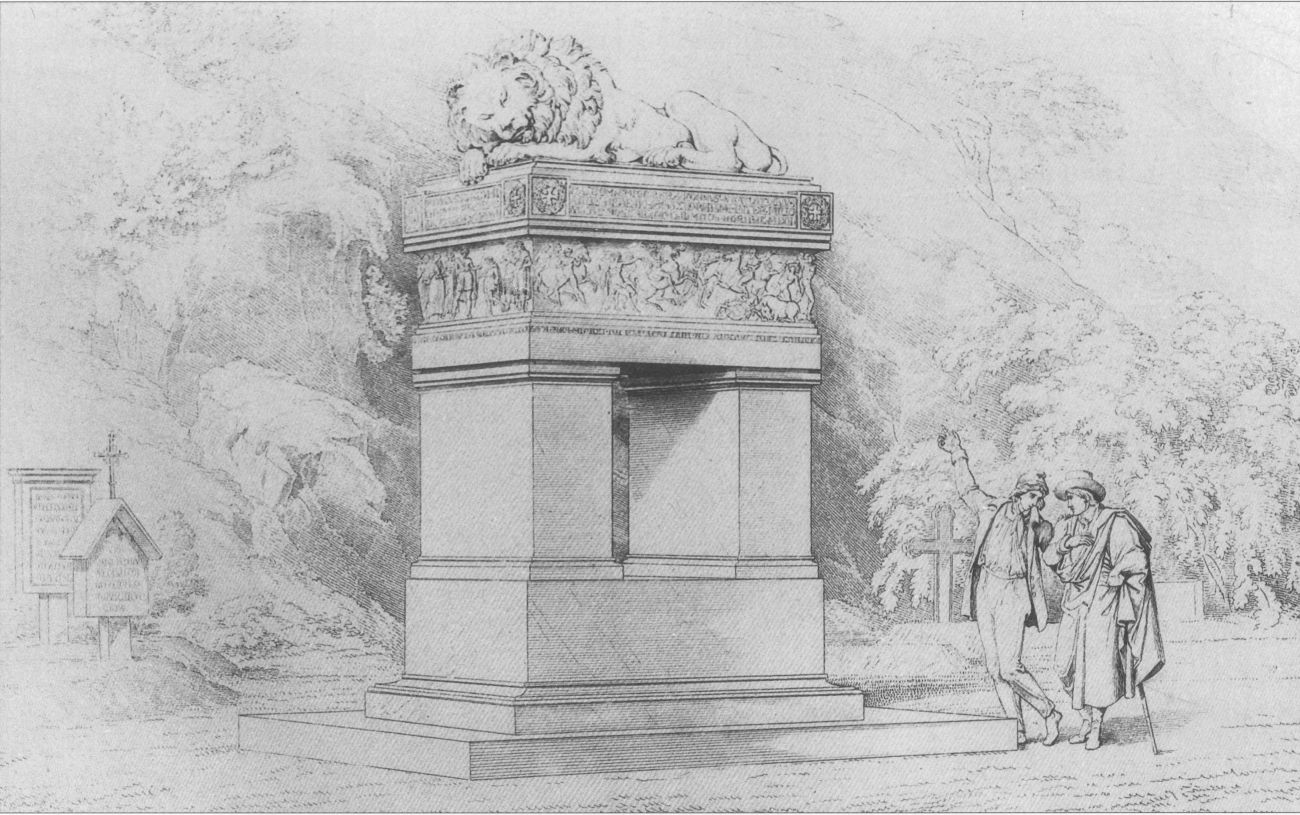
К. Ф. Шинкель. Эскиз надгробного памятника генералу Герхарду фон Шарнхорсту. 1826
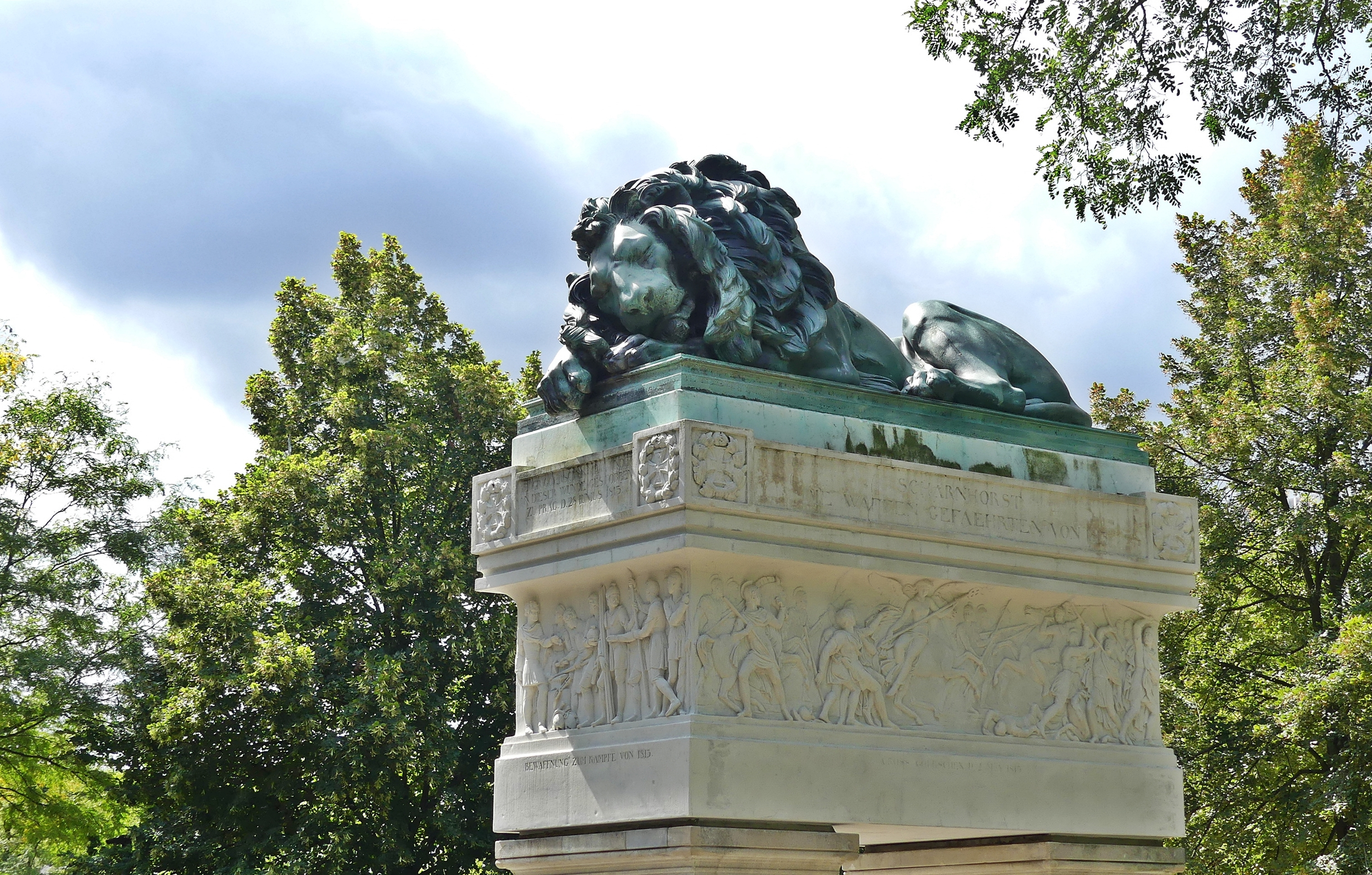
Спящий лев надгробного памятника генералу Герхарду фон Шарнхорсту на Кладбище инвалидов в Берлине. Бронза (совместно с К. Д. Раухом и К. Ф. Тиком)
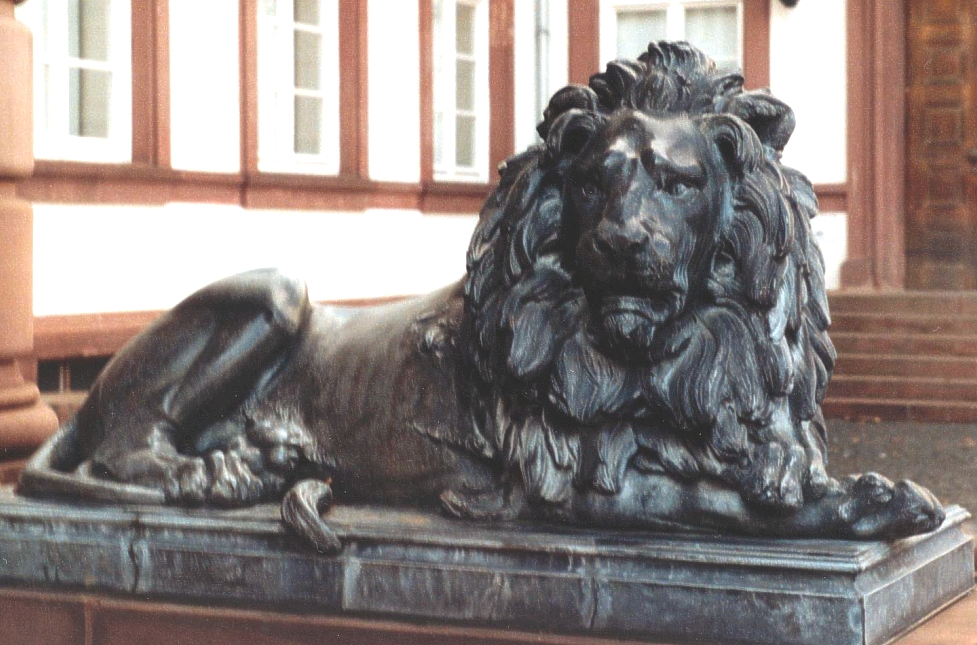
Бодрствующий лев. Замок Филиппсруэ, Ханау
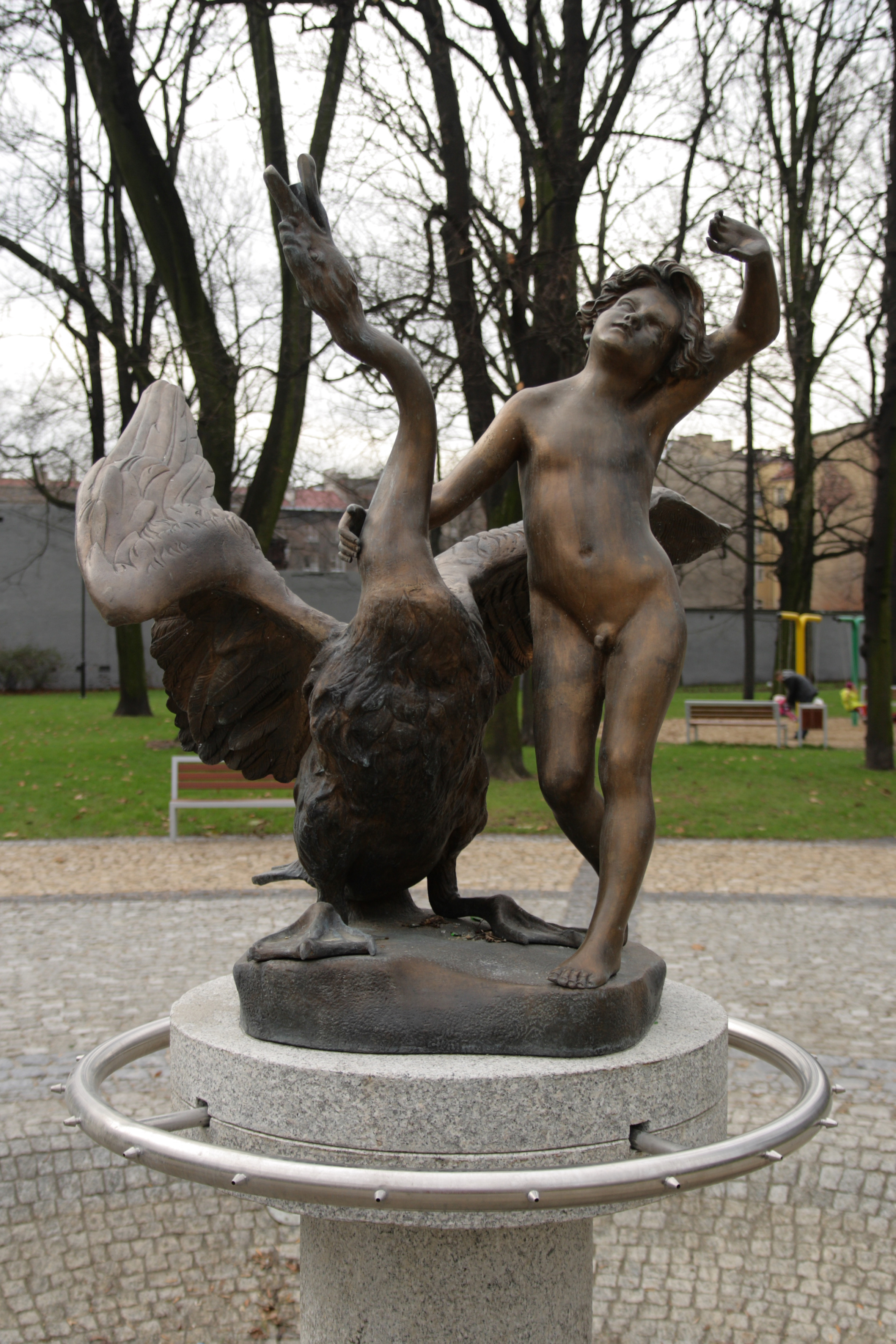
Мальчик с лебедем. Гливице, Польша
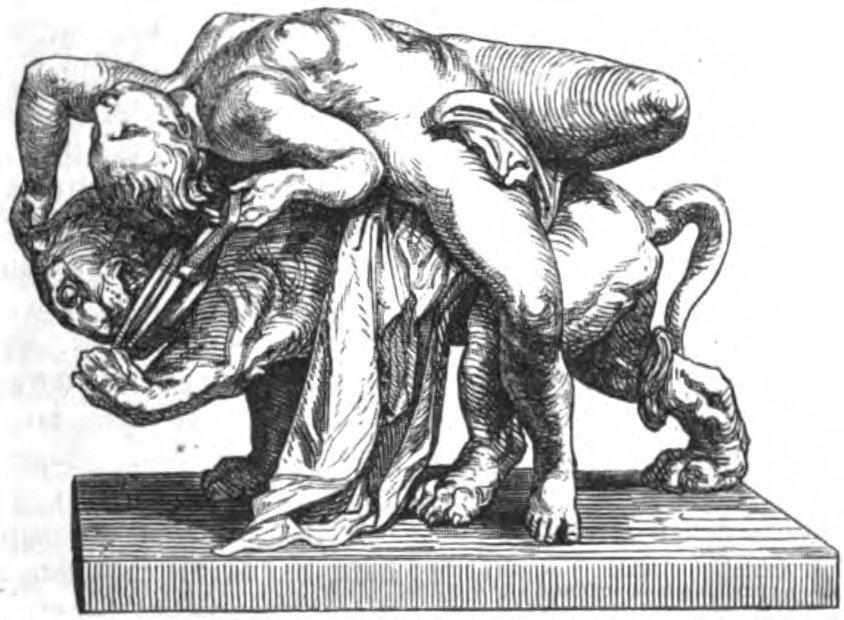
Bакханка на пантере. Графическая реконструкция. 1858
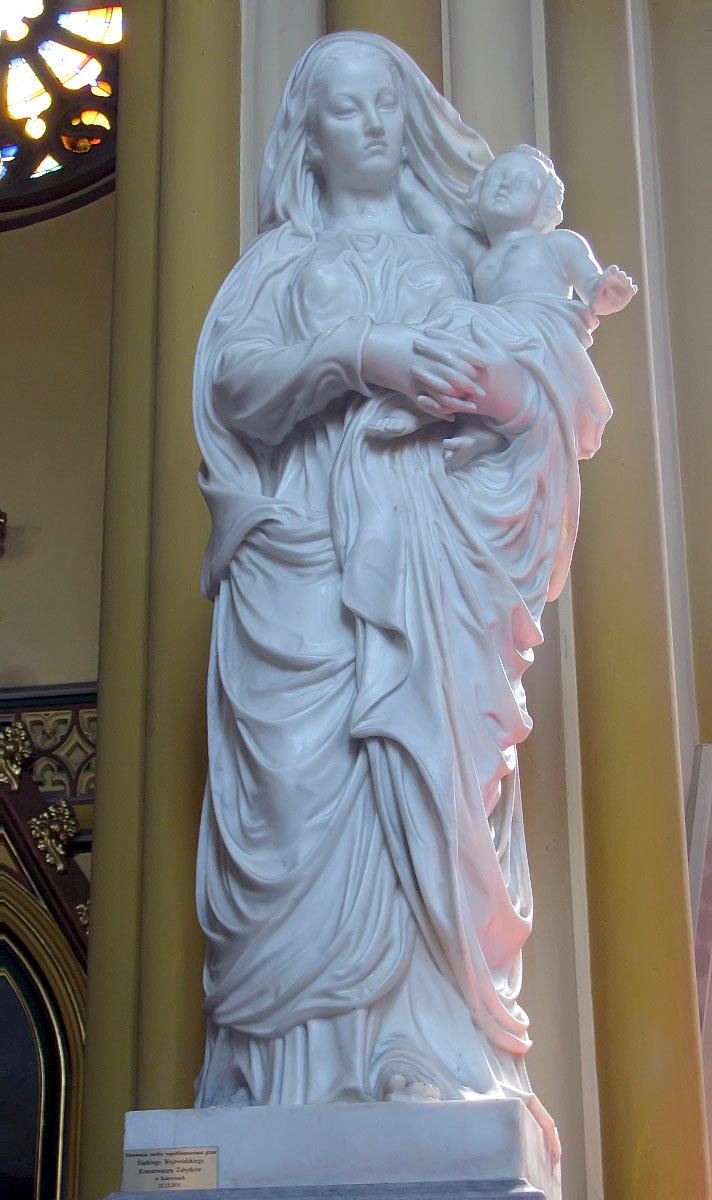
Мадонна с Младенцем. 1856. Церковь Святого Креста в Миховице, Бытом (Польша)